# Артигас (департамент)
Артѝгас (на испански: Artigas) е един от 19-те департамента на южноамериканската държава Уругвай. Намира се в най-северната част на страната. Общата му площ е 11 928 км², а населението е 78 019 жители (2004 г.) Столицата му е едноименния град Артигас.